# Pagarushë
Pagarushë (albanska, bestämd form Pagarusha, serbiska: Пагаруша, Pagaruša) är ett samhälle i Kosovo. Det ligger i den sydvästra delen av landet, 40 km sydväst om huvudstaden Priština. Pagarushë ligger 539 meter över havet och antalet invånare är 1 374.